# Riserva naturale regionale orientata Bosco di Cerano
La riserva naturale regionale orientata Bosco di Cerano è un'area naturale protetta situata nei comuni di Brindisi e San Pietro Vernotico. La riserva occupa una superficie circa 1 300 ettari.

## Flora
Il bosco di Cerano (o "Tramazzone") presenta un gran numero di specie arboree, la riserva occupa solo una porzione di esso, nella parte costiera dove è riscontrabile una notevole presenza di macchia mediterranea e leccete.
Diffuse, grazie al particolare clima della zona, sono le piante igrofile (olmo campestre e carpino nero). In passato la vegetazione era molto più fitta ed estesa, ma negli ultimi secoli l'antropizzazione dell'area ha causato dapprima lo sviluppo dell'agricoltura e, negli ultimi decenni, della grande industria.

## Fauna
Interessante da un punto di vista zoologico, è possibile trovare molti roditori di piccole dimensioni, tipici del bioma mediterraneo quali il topo quercino, la lepre e la talpa. Presenti esemplari di mammiferi carnivori quali il tasso, la volpe, la faina, la donnola. Presenti anche il riccio,l'istrice. Vi sono inoltre una sessantina di specie di uccelli tra i quali l'occhiocotto, il cardellino, il fringuello, la capinera, l'usignolo). Spesso è possibile trovare avifauna migratoria quali il germano reale, la gru e la cicogna. Molte specie di rapaci diurni quali il biancone (che si nutre di numerose specie di serpenti velenosi e non presenti nel bosco), la poiana, il gheppio e il falco pellegrino. Anche rapaci notturni come il gufo comune, il barbagianni e la civetta. Spesso è avvistabile anche qualche specie africana quale l'avvoltoio capovaccaio.